# Himno nacional de Yibuti
Yibuti (en somalí: Jabuuti; en afar: Gabuuti) es el himno nacional de Yibuti adoptado tras su independencia de Francia en 1977. Fue escrita por Aden Elmi y su música es obra de Abdi Robleh.

## Letra
| Letra en somalí | Letra en afar | Traducción al español | Traducción al francés | Traducción al árabe |
| --- | --- | --- | --- | --- |
| Hinjinne u sara kaca Calankaan harraad iyo Haydaar u mudateen. Hir cagaarku qariyayiyo Habkay samadu tahayoo Xiddig dhi igleh hoorshoo Caddaan lagu hadheeyaay. Maxaa haybad kugu yaal. | Soolisnuh inkih solaa Simbiliiy kah bakaree Macalleh giclool bahnee (2) Bulci kaak qaran sido Hey gubi kaak baaxo agdaay Cutukti caxte cayduu Qidi wagri silaalo Faylay heebati kumuu (4) | ¡Levantaos con fuerza! Porque hemos plantado nuestra bandera, La bandera que nos ha costado caro Al extremo de la sed y el dolor. Nuestra bandera, cuyos colores son el verde eterno de la tierra, El azul del cielo, y el blanco, el color de la paz; Y al centro la estrella roja de sangre. ¡O, nuestra bandera! ¡Qué hermosa vista! | Lève-toi avec force! Parce que nous avons hissé notre drapeau, Le drapeau qui nous a coûté cher Avec une soif et une douleur extrêmes. Notre drapeau, dont les couleurs sont le vert éternel de la terre, Le bleu du ciel et le blanc, la couleur de la paix; Et dans le centre de l'étoile rouge de sang. Oh notre drapeau, quel spectacle magnifique! | تنشأ مع قوة! لقد أثرنا لعلمنا، العلم الذي يكلفنا العزيز مع النقيضين من العطش والألم. لدينا علم، التي هي الألوان الخضراء الأبدية من الأرض، زرقة السماء ، والأبيض، لون السلام؛ وفي وسط النجمة الحمراء من الدم. يا علم لنا، ما له من منظر رائع |

- Datos: Q503135
- Multimedia: National Anthem of Djibouti / Q503135